# Ero galea
Ero galea är en spindelart som beskrevs av Wang 1990. Ero galea ingår i släktet Ero och familjen kaparspindlar. Inga underarter finns listade i Catalogue of Life.